# Regulator (Recht)
Regulators (engl. / lat., „Ordner“) waren Mitglieder einer Art Volksgericht in den nordamerikanischen Kolonien und den späteren USA.
Das Regulator Movement in South Carolina werten Historiker als erste bedeutende Selbstschutzbewegung der amerikanischen Geschichte. Hintergrund war die Verarmung infolge der Konflikte zwischen indigenen Amerikanern und Siedlern, als viele Einwanderer allen Besitz verloren haben. Pflanzer bildeten 1767 eine eigene Selbstschutzorganisation, die »Regulators«, die mit unnachsichtiger Härte das – in ihrer Sicht – Banditentum bekämpfte. Einige ihrer Gefangenen hängten die Regulatoren auf, die meisten peitschten sie aus und verbannten sie aus der Gegend. So gelang es ihnen zwar rasch, die Ordnung wiederherzustellen, aber es regte sich auch Kritik an ihrem willkürlichen und oft brutalen Vorgehen.
Seit 1830 bildeten sich zunächst in Arkansas, später auch in Texas und im Inneren Missouris sowie in den meisten Sklavenhaltung erlaubenden Staaten der USA regulatorische Volksgerichte.
Regulatoren verstanden sich zugleich als Gesetzgeber, Richter und Vollstrecker, um in den neu besiedelten und weitgehend gesetzlosen Gebieten rechtliche Ordnung herzustellen. Sie handelten nach Art der Feme weitgehend mit Lynchjustiz und prügelten, federten, hängten oder erschossen die mutmaßlichen Verbrecher je nach Umständen. Ihr Wirken wurde zunehmend von Willkür bestimmt.
Seit dem Bürgerkrieg (1861–1865) steht der Ku-Klux-Klan weiter in dieser Tradition.

## Film
- In Duell am Missouri von Arthur Penn (1976) spielt Marlon Brando einen Regulator, den die lokalen Farmer engagiert haben, um Viehdieben den kurzen Prozess zu machen.